# 森岡氏
森岡氏（もりおかし）は、津軽氏の支流で戦国時代から江戸時代にかけて同家に仕えた。

## 歴史
大浦氏当主大浦盛信の息子為治が森岡を姓にしたことに始まる。信治は大浦為則の後見役を務め、嫡男信元は、兼平綱則・小笠原信浄と並び大浦三老と称された。慶長5年（1600年、信元は、津軽為信に謀殺されるも、子孫は代々家老を務めた。

## 歴代当主
- 森岡為治
- 森岡信治
- 森岡信元
- 森岡信年
- 森岡信安
- 森岡元長
- 森岡元隆
- 森岡元徳
- 森岡元侯
- 森岡元知